# Богровски
Богровски е един от най-старите кореняшки родове в софийския квартал Горна баня. В рамките на селската община членовете на Богровския род са били натоварени със задачата да поддържат минералния извор, който извирал пред обширния им двор, намиращ се в центъра на селището, на мястото на днешния хотел.
През 1965 г., повече от 10 семейства от рода Богровски са принудително преселени от Горна баня в софийския квартал „Борово“, след като дворовете и къщите им са отчуждени от държавата, заради строителството на хотел „Горна баня“.
Името си родът Богровски получава от Петър Богровеца, горнобански младеж, принуден да прекара заедно с майка си няколко години в с. Горни Богров, Новоселско, където се укрива от турците. През 1813 г. се връща в Горна баня и съселяните му дават прозвището Богровецо, а целия му род започват да наричат Богровските.
Родът Богровски е дал двама адвокати – Димитър Захариев Богровски и неговия син Гергин Захариев /1920-2000/, както и един от кметовете на Горна Баня – Георги Богровски (1884-1959). По време на кметуването му през 1920-1923 г. е прокарана първата павирана улица от банята до железпътната гара. От рода Богровски е журналистката в Българското Национално Радио Милка Димитрова, дъщеря на Гергин Захариев.
Потомък на кореняшките родове-основатели на Горна Баня Богровски и Антанасови по майчина линия е Димитър Цанчев (р. 1966), посланик, постоянен представител на България в Европейския съюз, бивш посланик на България в Израел и в Службата на ООН, Женева, бивш заместник-министър на външните работи, бивш съветник по външната политика на президента на републиката, бивш говорител на Министерството на външните работи.